# 李名岷
李名岷（1946年—），山东五莲人，汉族，中华人民共和国政治人物、第十一届全国人民代表大会山东地区代表。
毕业于山东工学院焊接工艺及设备专业，是中共党员。担任莱钢集团总经理。2008年起担任全国人大代表。